# Naturhistorisches Museum Wien
Het Naturhistorisches Museum Wien in Wenen (NHM) is een van de belangrijkste natuurhistorische musea ter wereld en een van de grootste musea in Oostenrijk, met ongeveer 30 miljoen objecten.
Het museum is gegroeid uit het keizerlijk Hof-Naturalien-Cabinet en werd op last van keizer Frans Jozef I gebouwd op de Wiener Ringstrasse, tegenover het Keizerlijk Paleis Hofburg, in de stijl van het Weense historisme. Het museum werd geopend op 10 augustus 1889. Het werd in 1918 overgenomen door de Republiek Duits-Oostenrijk en in 1919 door de republiek Oostenrijk.